# Pierrick Fédrigo
Pierrick Fédrigo (* 30. November 1978 in Marmande) ist ein französischer Radrennfahrer, französischer Straßenmeister von 2005 und vierfacher Tour-de-France-Etappensieger.

## Karriere
Nachdem Fédrigo 1999 Etappen bei der Ronde de l'Isard d'Ariège und dem Giro delle Regioni, sowie das Eintagesrennen Flèche Ardennaise gewann, fuhr er Ende dieses Jahres bei Crédit Agricole als Stagiaire. Er erhielt im Folgejahr dort einen regulären Vertrag und fährt seitdem bei internationalen Radsportteams.
Sein erster internationaler Sieg für Credit Agricole gelang ihm 2002 bei einer Etappe der Tour de Limousin, bei der er 2004 und 2007 auch die Gesamtwertung gewinnen konnte. In den nächsten Jahren gewann er verschiedenste Eintagesrennen sowie Gesamtwertungen und Abschnitte von Etappenrennen. Zu seinen größten Erfolgen gehören der französische Meistertitel 2005, die Rundfahrtsiege bei den Vier Tagen von Dünkirchen 2005 und dem Critérium International 2010, dem Sieg im ProTour-Rennen GP Ouest France-Plouay 2008 sowie die vier Tour-de-France-Etappensiege 2006, 2009, 2010 und 2012.

## Erfolge
1999
- eine Etappe Ronde de l'Isard d'Ariège
- eine Etappe Giro delle Regioni
- Flèche Ardennaise

2002
- eine Etappe Tour du Limousin
- eine Etappe Paris–Corrèze

2003
- eine Etappe Tour de l’Avenir

2004
- Gesamtwertung und eine Etappe Tour du Limousin

2005
- Grand Prix Cholet-Pays de la Loire
- Gesamtwertung Vier Tage von Dünkirchen
- Französischer Meister – Straßenrennen

2006
- eine Etappe Vier Tage von Dünkirchen
- eine Etappe Tour de France
- eine Etappe Tour du Limousin

2007
- Gesamtwertung Tour du Limousin

2008
- eine Etappe Vier Tage von Dünkirchen
- eine Etappe Katalonien-Rundfahrt
- Grand Prix Ouest France-Plouay

2009
- eine Etappe Vier Tage von Dünkirchen
- eine Etappe und Bergwertung Critérium du Dauphiné Libéré
- eine Etappe Tour de France

2010
- Gesamtwertung und eine Etappe Critérium International
- eine Etappe Tour de France

2012
- eine Etappe Critérium International
- eine Etappe Tour de France

2013
- Paris–Camembert

2015
- Cholet-Pays de Loire

## Teams
- 1999: Crédit Agricole (Stagiaire)
- 2000: Crédit Agricole
- 2001: Crédit Agricole
- 2002: Crédit Agricole
- 2003: Crédit Agricole
- 2004: Crédit Agricole
- 2005: Bouygues Télécom
- 2006: Bouygues Télécom
- 2007: Bouygues Télécom
- 2008: Bouygues Télécom
- 2009: Bbox Bouygues Telecom
- 2010: Bbox Bouygues Telecom
- 2011: FDJ
- 2012: FDJ-Big Mat
- 2013: FDJ.fr
- 2014: FDJ.fr
- 2015: Bretagne-Séché Environnement
- 2016: Fortuneo-Vital Concept